# Festival international du raï
Le Festival international du raï est un événement qui se tient tous les ans depuis 2007 à Oujda, au Maroc, près du stade d'Honneur d'Oujda. Il rassemble plusieurs artistes du raï et se tient le plus souvent en été.

## Éditions

### Première édition du 19 au 22 juillet 2007
Voici quelques artistes qui ont participé à cet événement :
- Cheb Khaled (Algérie);
- Cheb Bilal (Algérie);
- Mohamed Lamine (Algérie);
- Amine Monder (Algérie);
- Le groupe 113 (Algero-français);
- Zahouania (Algérie);
- Orchestre national de Barbès (France);
- Reda Taliani (Algérie).

### Deuxième édition du 22 au 26 juillet 2008
Cette deuxième édition a été un mélange de genres musicaux : du raï en passant par le rap, le R'n'b et la techno grâce à la présence de David Vendetta. Les artistes présents étaient :
- David Vendetta (France);
- Zaho (Algero-française);
- Le groupe 113 (Algero-français);
- Booba (France);
- Sinik (Algero-français);
- Cheb Khaled (Algérie);
- Cheb Bilal (Algérie);
- Mohamed Lamine (Algérie);
- Amine Monder (Franco-marocain) ;
- Zahouania (Algérie) ;
- Mory Kanté (Guinée) ;
- Cheba Maria (Maroc).